# European network for social and economic research
L'ENSR, "European Network for Social and Economic Research" est un réseau européen, basé à Bruxelles, qui regroupe 33 organismes d'étude et de recherche sociale et économique. Depuis sa création en 1990, plus de 140 projets d'études majeures ont été conduits, dont 40 pour la Direction Générale Entreprises de la Commission Européenne.

## Mission
Les principaux clients de l'ENSR sont la commission européenne, les États nationaux et les Organisations professionnelles.

## Composition
Le Réseau dispose de membres répartis dans les pays de l'Union Européenne, de l'Espace économique européen, ainsi que dans ceux candidats à l'accession.
 L'organisme français, le CREDOC est membre actif de l'ENSR.

Tous les membres de l'ENSR exercent leur activité dans le respect des critères d'indépendance et d'excellence scientifique.

Au total, ce sont plus de 600 chercheurs hautement qualifiés qui participent à ce réseau. 

## liens externes
voir le site de l'ENSR : 